# Bigfoot, attaque en forêt
Cet article possède un paronyme, voir Bigfoot (homonymie).
Bigfoot, attaque en forêt (Sasquatch Mountain) est un film fantastique américain réalisé par Steven R. Monroe et diffusé le 9 septembre 2006 sur Sci Fi Channel.

## Fiche technique
- Titre français : Bigfoot, attaque en forêt
- Titre original : Sasquatch Mountain
- Titre alternatif : Devil on the Mountain
- Réalisation : Steven R. Monroe (en)
- Scénario : Michael Worth (en)
- Société de production : Curb Entertainment
- Pays d'origine : États-Unis
- Durée : 90 minutes
- Genre : Fantastique/Thriller

## Distribution
- Lance Henriksen : Chase Jackson
- Cerina Vincent : Erin Price
- Michael Worth (en) : Vin Stewart
- Rance Howard : Harris Zeff
- Craig Wasson : Travis Cralle
- Tim Thomerson : Ei Van Cleef
- Rafaello Degruttola : Wade Clay